# De Zegge
De Zegge este o arie protejată (arie specială de conservare — SAC, sit de importanță comunitară — SCI, arie de protecție specială avifaunistică — SPA) din Belgia întinsă pe o suprafață de 86 ha, integral pe uscat.

## Localizare
Centrul sitului De Zegge este situat la coordonatele 51°11′55″N 4°56′14″E / 51.1986°N 4.9372°E.

## Înființare
Situl De Zegge a fost declarat arie de protecție specială avifaunistică în octombrie 1988 pentru a proteja 6 specii de animale. Alte tipuri de protecție:
- sit de importanță comunitară (în ianuarie 1900)
- arie specială de conservare (în ianuarie 1900)[1][2]

## Biodiversitate
Situată în ecoregiunea atlantică, aria protejată nu include niciun habitat protejat.
La baza desemnării sitului se află mai multe specii protejate de  păsări (6): pescăruș albastru (Alcedo atthis), buhai de baltă (Botaurus stellaris), erete de stuf (Circus aeruginosus), stârc pitic (Ixobrychus minutus), gușă albastră (Luscinia svecica), cresteț pestriț (Porzana porzana).